# 朗文当代英语辞典
朗文当代英语词典（Longman Dictionary of Contemporary English）是朗文出版社于1978年首次出版的英語高阶学习词典。該詞典的讀者對象是母語非英語的學習者。截至2010年代，朗文当代英语辞典已出版至第六版。